# 지배 수렴 정리
해석학에서 지배 수렴 정리(支配收斂定理, 영어: dominated convergence theorem, 약자 DCT)는 르베그 적분과 함수열의 극한 연산을 서로 교환할 수 있다는 것을 보장하는 정리다.

## 정의

### 확장 지배 수렴 정리
측도 공간 {\displaystyle (X,{\mathcal {S}},\mu )} 위의 가측 함수의 열 {\displaystyle f_{n}\colon X\to (\mathbb {R} ,{\mathcal {B}}(\mathbb {R} ))} ({\displaystyle n\in \mathbb {N} }) 및 함수 {\displaystyle f\colon X\to \mathbb {R} }에 대하여, 다음 조건들을 모두 만족시키는 가측 함수의 열 {\displaystyle g_{n}\colon X\to (\mathbb {R} ,{\mathcal {B}}(\mathbb {R} ))} ({\displaystyle n\in \mathbb {N} }) 및 가측 함수 {\displaystyle g\colon X\to (\mathbb {R} ,{\mathcal {B}}(\mathbb {R} ))}가 존재한다고 하자.
- 다음 세 조건 가운데 하나가 성립한다.
  - (점별 수렴) {\displaystyle f_{n}}은 {\displaystyle f}로 점별 수렴하며, {\displaystyle g_{n}}은 {\displaystyle g}로 점별 수렴한다.
  - (거의 어디서나 수렴) {\displaystyle f}는 가측 함수이며, {\displaystyle f_{n}}은 {\displaystyle f}로 거의 어디서나 수렴하며, {\displaystyle g_{n}}은 {\displaystyle g}로 거의 어디서나 수렴한다.
  - (측도 수렴) {\displaystyle f}는 가측 함수이며, {\displaystyle f_{n}}은 {\displaystyle f}로 측도 수렴하며, {\displaystyle g_{n}}은 {\displaystyle g}로 측도 수렴한다.
- (적분 가능성) {\displaystyle \int _{X}|g|\mathrm {d} \mu =\lim _{n\to \infty }\int _{X}|g_{n}|\mathrm {d} \mu <\infty }
- (적분 가능 함수열에 의한 지배) 모든 {\displaystyle n\in \mathbb {N} }에 대하여, 거의 어디서나 {\displaystyle |f_{n}|\leq g_{n}}

그렇다면, 확장 지배 수렴 정리(擴張支配收斂定理, 영어: extended dominated convergence theorem, 약자 EDCT)에 따르면 다음 조건들이 성립한다.:57, §2.3, Theorem 2.3.11
- (적분 가능성) {\displaystyle \int _{X}|f|\mathrm {d} \mu <\infty }
- (L1 수렴) {\displaystyle \lim _{n\to \infty }\int _{X}|f_{n}-f|\mathrm {d} \mu =0}
- (적분과 극한의 교환) {\displaystyle \lim _{n\to \infty }\int _{X}f_{n}\mathrm {d} \mu =\int _{X}f\mathrm {d} \mu }

사실, 이 경우 셰페 정리(영어: Scheffé's theorem)에 따라 {\displaystyle g_{n}} 역시 {\displaystyle g}로 L1 수렴한다.
증명 (점별 수렴 또는 거의 어디서나 수렴):
가측 함수의 점별 극한이 존재한다면, 이는 가측 함수이다. 따라서 거의 어디서나 수렴의 경우를 증명하면 충분하다.
적분 가능성: 가정에 따라 {\displaystyle f}와 {\displaystyle g}는 가측 함수이며, 파투 보조정리에 따라
{\displaystyle \int _{X}|f|\mathrm {d} \mu \leq \liminf _{n\to \infty }\int _{X}|f_{n}|\mathrm {d} \mu \leq \liminf _{n\to \infty }\int _{X}|g_{n}|\mathrm {d} \mu =\int _{X}|g|\mathrm {d} \mu <\infty }
이다.
L1 수렴: 삼각 부등식에 의하여, 거의 어디서나
{\displaystyle |f_{n}-f|\leq |f_{n}|+|f|\leq g_{n}+g}
이므로, {\displaystyle g_{n}+g-|f_{n}-f|}는 거의 어디서나 음이 아닌 가측 함수이다. 이 함수에 파투 보조정리를 적용하면
{\displaystyle {\begin{aligned}\int _{X}2g\mathrm {d} \mu &\leq \liminf _{n\to \infty }\int _{X}(g_{n}+g-|f_{n}-f|)\mathrm {d} \mu \\&=\int _{X}2g\mathrm {d} \mu -\limsup _{n\to \infty }\int _{X}|f_{n}-f|\mathrm {d} \mu \end{aligned}}}
를 얻는다.
적분과 극한의 교환: 삼각 부등식에 따라
{\displaystyle \limsup _{n\to \infty }\left|\int _{X}f_{n}\mathrm {d} \mu -\int _{X}f\mathrm {d} \mu \right|\leq \lim _{n\to \infty }\int _{X}|f_{n}-f|\mathrm {d} \mu =0}
이다.
증명 (측도 수렴):
측도 수렴 가정에 따라, 임의의 부분열 {\displaystyle f_{n_{k}}} ({\displaystyle k\in \mathbb {N} })에 대하여, 각각 {\displaystyle f}, {\displaystyle g}로 거의 어디서나 수렴하는 부분열 {\displaystyle f_{n_{k_{j}}}}, {\displaystyle g_{n_{k_{j}}}}가 존재한다. 거의 어디서나 수렴에 대한 확장 지배 수렴 정리에 따라
{\displaystyle \lim _{j\to \infty }\int _{X}|f_{n_{k_{j}}}-f|\mathrm {d} \mu =0}
이다. 이에 따라
{\displaystyle \lim _{n\to \infty }\int _{X}|f_{n}-f|\mathrm {d} \mu =0}
이다.

### 지배 수렴 정리
측도 공간 {\displaystyle (X,{\mathcal {S}},\mu )} 위의 가측 함수의 열 {\displaystyle f_{n}\colon X\to (\mathbb {R} ,{\mathcal {B}}(\mathbb {R} ))} ({\displaystyle n\in \mathbb {N} }) 및 함수 {\displaystyle f\colon X\to \mathbb {R} }에 대하여, 다음 조건들을 모두 만족시키는 가측 함수 {\displaystyle g\colon X\to (\mathbb {R} ,{\mathcal {B}}(\mathbb {R} ))}가 존재한다고 하자.
- 다음 세 조건 가운데 하나가 성립한다.
  - (점별 수렴) {\displaystyle f_{n}}은 {\displaystyle f}로 점별 수렴한다.
  - (거의 어디서나 수렴) {\displaystyle f}는 가측 함수이며, {\displaystyle f_{n}}은 {\displaystyle f}로 거의 어디서나 수렴한다.
  - (측도 수렴) {\displaystyle f}는 가측 함수이며, {\displaystyle f_{n}}은 {\displaystyle f}로 측도 수렴한다.
- (적분 가능성) {\displaystyle \int _{X}|g|\mathrm {d} \mu <\infty }
- (적분 가능 함수에 의한 지배) 모든 {\displaystyle n\in \mathbb {N} }에 대하여, 거의 어디서나 {\displaystyle |f_{n}|\leq g}

그렇다면, 지배 수렴 정리에 따르면 다음 조건들이 성립한다.:26:57, §2.3, Corollary 2.3.12
- (적분 가능성) {\displaystyle \int _{X}|f|\mathrm {d} \mu <\infty }
- (L1 수렴) {\displaystyle \lim _{n\to \infty }\int _{X}|f_{n}-f|\mathrm {d} \mu =0}
- (적분과 극한의 교환) {\displaystyle \lim _{n\to \infty }\int _{X}f_{n}\mathrm {d} \mu =\int _{X}f\mathrm {d} \mu }

증명:
확장 지배 수렴 정리에서 {\displaystyle g_{n}=g}를 취한다.

### 유계 수렴 정리
유한 측도 공간 {\displaystyle (X,{\mathcal {S}},\mu )} ({\displaystyle \mu (X)<\infty }) 위의 가측 함수의 열 {\displaystyle f_{n}\colon X\to (\mathbb {R} ,{\mathcal {B}}(\mathbb {R} ))} ({\displaystyle n\in \mathbb {N} }) 및 함수 {\displaystyle f\colon X\to \mathbb {R} }가 다음 조건들을 만족시킨다고 하자.
- 다음 세 조건 가운데 하나가 성립한다.
  - (점별 수렴) {\displaystyle f_{n}}은 {\displaystyle f}로 점별 수렴한다.
  - (거의 어디서나 수렴) {\displaystyle f}는 가측 함수이며, {\displaystyle f_{n}}은 {\displaystyle f}로 거의 어디서나 수렴한다.
  - (측도 수렴) {\displaystyle f}는 가측 함수이며, {\displaystyle f_{n}}은 {\displaystyle f}로 측도 수렴한다.
- {\displaystyle \sup _{n\in \mathbb {N} }\|f_{n}\|_{\infty }<\infty }

그렇다면, 유계 수렴 정리(有界收斂定理, 영어: bounded convergence theorem, 약자 BCT)에 따르면 다음 조건들이 성립한다.:57, §2.3, Corollary 2.3.13
- (적분 가능성) {\displaystyle \int _{X}|f|\mathrm {d} \mu <\infty }
- (L1 수렴) {\displaystyle \lim _{n\to \infty }\int _{X}|f_{n}-f|\mathrm {d} \mu =0}
- (적분과 극한의 교환) {\displaystyle \lim _{n\to \infty }\int _{X}f_{n}\mathrm {d} \mu =\int _{X}f\mathrm {d} \mu }

증명:
지배 수렴 정리에서
{\displaystyle g\colon x\mapsto \sup _{n\in \mathbb {N} }\|f_{n}\|_{\infty }}
를 취한다.

## 역사
역사적으로, 앙리 르베그는 르베그 적분을 공식화하고 이를 통해 지배 수렴 정리를 증명하였다. 르베그는 지배 수렴 정리를 사용하여, 해석학의 고전적인 문제였던 미적분학의 기본정리의 조건을 일반화하는 문제에 결정적인 해답을 제시하였다.:313
구체적으로 말해, 지배 수렴 정리의 따름정리인 유계 수렴 정리를 사용하여, 르베그는 르베그 적분을 이용할 경우 다음과 같은 꼴의 미적분학의 기본정리가 성립한다는 것을 증명하였다.:313
- 어떤 함수 f가 실수 상의 폐구간 [a, b]에서 미분가능하고 그 도함수가 유계라면, {\displaystyle \int _{a}^{b}f'(x)dx=f(b)-f(a).}

이는 f의 도함수가 유계라는 것 이외에 이 도함수에 아무런 조건도 걸지 않고 있다. 그러나 리만 적분을 이용한다면 f의 도함수가 연속 함수이라거나 리만 적분 가능 함수라는 조건 따위가 추가로 필요하다.

## 같이 보기
- 확률 변수의 수렴
- 단조 수렴 정리